# Каньон
Каньоните са големи форми на релефа, имащи вид на речен пролом. Името произхожда от испанската дума за ждрело (cañón/cañadón). Сходни макар и не навсякъде със същото значение понятия са клисура, гърло, клъстер, дефиле.
Каньонът се образува в течение на стотици хиляди и дори - милиони години, предимно в резултат на постепенното отмиване и изветряне на част от скалите в даден район (често - голямо плато), с което течащата по повърхността му вода с времето се съсредоточава в дъното му под формата на дълбоко вкопана река (понякога - заобиколена от широка долина или от гори), край която се издигат високи скални стени в протежение на десетки и стотици километри. Освен сухоземни, има и подводни каньони.
Някои от по-известните каньони са обект на посещения от голям поток туристи и представят многобройни атрактивни гледки и възможности за различни приключения.

## Образуване
Понякога големи реки преминават през каньони в резултат от постепенно геоложко издигане на околните пространства. Такива реки се наричат „затворени“, защото не са способни лесно да променят курса на течението си. Но в повечето случаи причината за образуването на каньоните е различната степен на устойчивост на скалните пластове в съответната област и различното влияние което им оказват поради това някои разрушителни природни явления. По-твърдите пластове скали, макар и също подложени на действието на ерозията, отчасти се запазват и остават да стърчат, като стени и възвишения над долината, а по-неустойчивите се разрушават и отнасят от реките, които заемат все по-ниско място спрямо върховете на каньона. За по-силното повлияване на тези процеси от ветровата ерозия допринася сухият климат на мястото, спомагащ за по-лесното подронване и отнасяне от ветровете на част от скалната маса. По-конкретно подобен ефект се получава например, при комбинация в първоначалния й състав, на глинести шисти (неустойчив материал) или варовик (относително лесно разтворим, в резултат на което водата подкопава бреговете и прокопава пещери) и далеч по-стабилните пясъчници или гранити. Замразяването и разширяването на водата също допринася към процеса на образуване на каньони. Водата прониква в пукнатини между скалите и замръзва, избутвайки скалите една от друга и накрая причинявайки откъсването на големи парчета от стените на каньона.

## Известни каньони
Някои от най-големите каньони се намират в следните страни:
- САЩ (Северна Америка) - особено живописният Каньон на антилопата, както и прочутият Гранд Каньон на река Колорадо - дълъг около 450 километра.
- Гренландия (Северна Америка) - огромно местно образувание сред ледовете също е наречено Град Каньон. Той е дълъг около 750 километра и вероятно е бил в миналото речно корито.
- Перу (Южна Америка) - каньонът Колка, на места дълбок над 6 километра.
- Дагестан (Европа) - също много дълбокия каньон Сулак (около 1900 метра).
- Намибия (Африка) - каньонът на река Висривер/Фиш ривър, отличаващ се с голямата си широчина - към 27 километра.
- Черна гора (Европа) - Каньонът на река Тара, втори по височина в Европа (след Сулак), със своите към 1,3 километра височина.
- Китай и Индия (Азия) - Ярлонг Цанпо, дълъг около 400 километра, от изворите на едноименната река в Тибет до земите на щата Аруначал Прадеш, където тя започва да се нарича Брахмапутра.
- Непал (Азия) - Кали Гандаки (Андха Галчи), дефилето между хималайските върхове Дхаулагири и Анапурна.
- Забележителни каньони има и в много други страни, като Великобритания, Мексико, Австралия, Турция, Испания, Канада, Пакистан, Косово, Нова Зеландия.